# Horloge astronomique de Jens Olsen

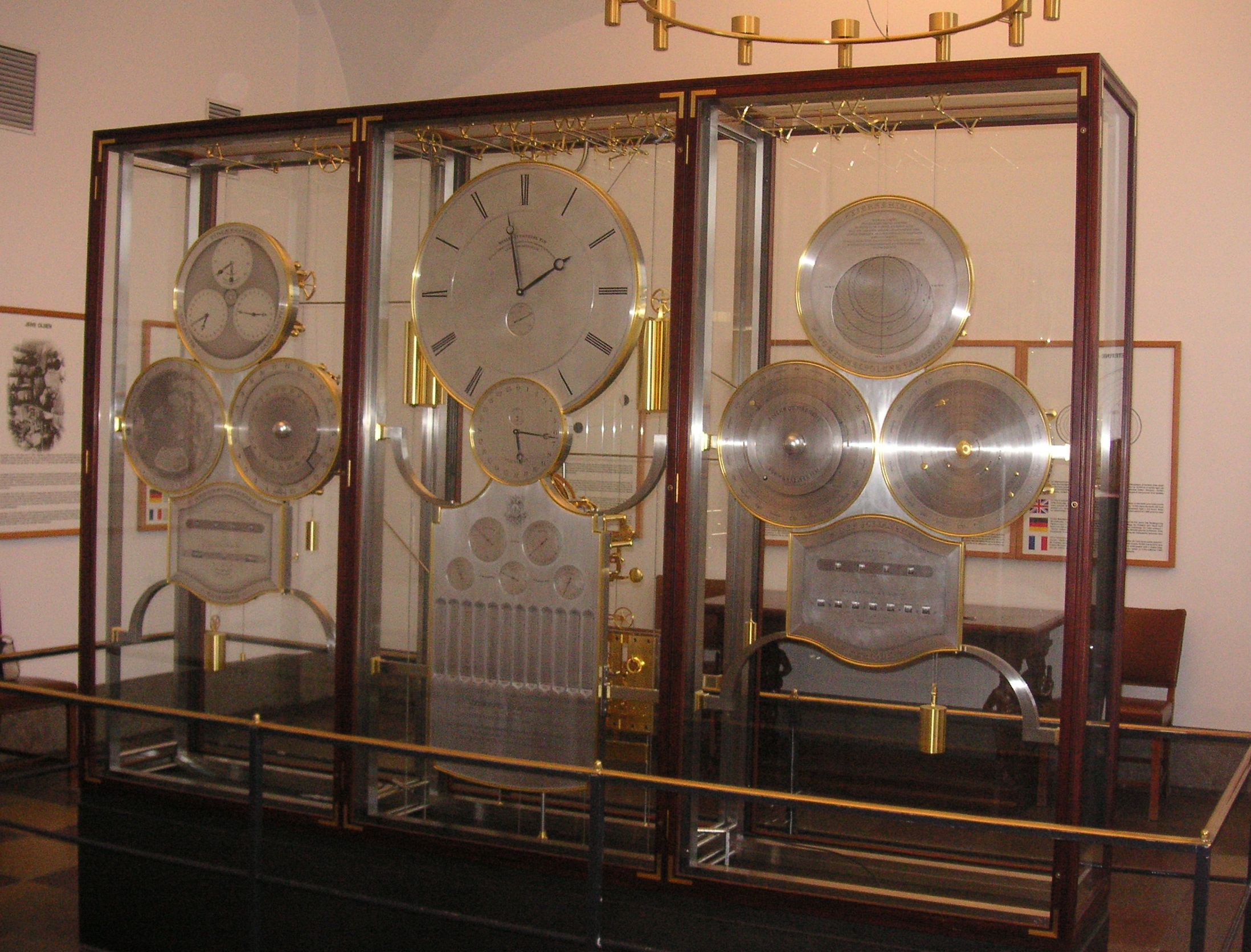
L'avant de l'horloge de Jens Olsen

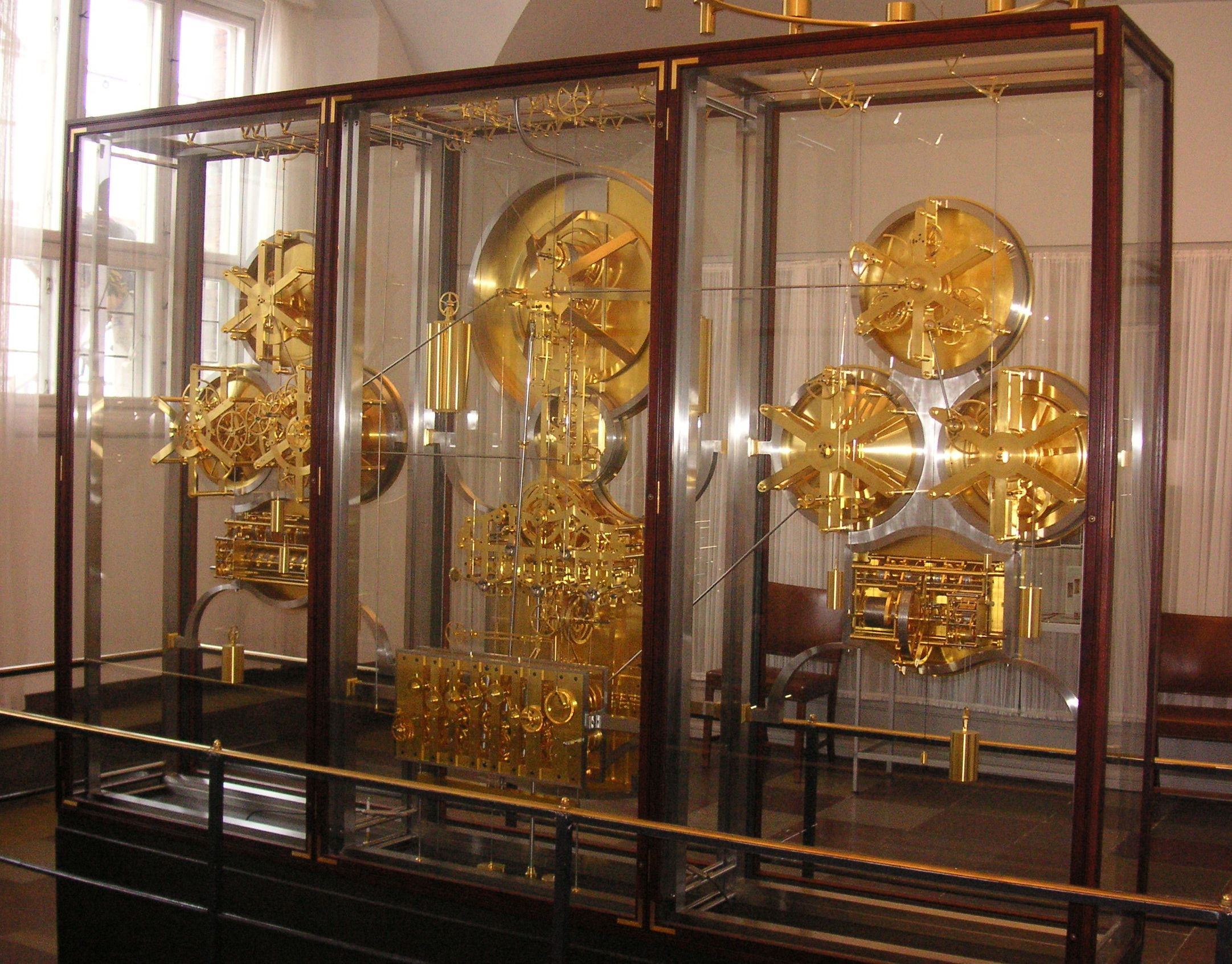
L'arrière de l'horloge de Jens Olsen

L'horloge astronomique de Jens Olsen ou Verdensur est une horloge astronomique complexe exposée dans l'hôtel de ville de Copenhague.
L'horloge a été imaginée et calculée par Jens Olsen qui était initialement un serrurier doué, mais qui a ensuite appris la profession d'horloger. L'une des sources d'inspiration a été l'horloge astronomique de Strasbourg, dont plusieurs fonctions ont été reprises et adaptées. Il a aussi pris part au début de la construction de l'horloge, mais mourut en 1945, dix ans avant l'achèvement de l'horloge.

## Description de l'horloge astronomique
L'horloge consiste en douze mouvements qui ensemble comportent 14000 parties. L'horloge est mécanique et doit être remontée une fois par semaine. Les cadrans incluent les éclipses de lune et de soleil, la position des planètes, ainsi qu'un calendrier perpétuel, en plus de l'heure. La roue la plus rapide effectue un tour en cinq secondes, et la plus lente un tour en 25753 ans.

## Historique
Les calculs ont été faits par Olsen jusqu'en 1928 et ils ont ensuite été supervisés par l'astronome Elis Strömgren. Les plans de l'horloge ont été réalisés entre 1934 et 1936 et la construction effective s'étendit de 1943 à 1955. L'horloge a été lancée le 15 décembre 1955 par le roi Frédéric IX et Birgit, le plus jeune petit-enfant de Jens Olsen.
L'horloge a été entièrement restaurée entre 1995 et 1997.